# Denise Di Novi
Denise Di Novi, född 21 mars 1956, är en amerikansk filmproducent.

## Filmografi (urval)
- 1988 – Häxor, läxor och dödliga lektioner
- 1990 – Edward Scissorhands
- 1992 – Batman - Återkomsten
- 1993 – The Nightmare Before Christmas
- 1994 – Ed Wood
- 1994 – Unga kvinnor
- 1996 – James och jättepersikan
- 1998 – Magiska systrar
- 2000–2004 – The District (TV-serie)
- 2001 – Original Sin
- 2002 – A Walk to Remember
- 2003 – Allt en tjej vill ha
- 2004 – Catwoman
- 2005 – Systrar i jeans
- 2007 – Lucky You
- 2008 – Nätterna vid havet
- 2008 – Systrar i jeans – Andra sommaren
- 2011 – Crazy, Stupid, Love
- 2012 – The Lucky One